# Сремске Лазе
Сремске Лазе су село у западном Срему у општини Стари Јанковци, у Вуковарско-сремској жупанији, Република Хрватска.

## Историја
До успостављања нове територијалне организације у Хрватској, Сремске Лазе су припадале бившој општини Винковци.

## Становништво
На попису становништва 2011. године, Сремске Лазе су имале 572 становника.
Према попису становништва из 2001. године, село је имало 652 становника те 241 домаћинство.
| Сремске Лазе — Кретање броја становника |       |       |       |       |       |       |       |       |       |       |       |       |       |       |       |
| година                                  | 2001. | 1991. | 1981. | 1971. | 1961. | 1953. | 1948. | 1931. | 1921. | 1910. | 1900. | 1890. | 1880. | 1869. | 1857. |
| бр. становника                          | 652   | 924   | 975   | 1073  | 1006  | 852   | 720   | 925   | 907   | 961   | 948   | 869   | 736   | 751   | 711   |

## Попис 1991.
На попису становништва 1991. године, насељено место Сремске Лазе је имало 924 становника, следећег националног састава:
| Попис 1991.‍  | Попис 1991.‍  | Попис 1991.‍ | Попис 1991.‍ | Попис 1991.‍ |
| ------------ | ------------ | ----------- | ----------- | ----------- |
|              |              |             |             |             |
| Срби         | Срби         |             | 871         | 94,26%      |
| Хрвати       | Хрвати       |             | 23          | 2,48%       |
| Југословени  | Југословени  |             | 9           | 0,97%       |
| Мађари       | Мађари       |             | 4           | 0,43%       |
| Словаци      | Словаци      |             | 3           | 0,32%       |
| Црногорци    | Црногорци    |             | 3           | 0,32%       |
| Муслимани    | Муслимани    |             | 2           | 0,21%       |
| Украјинци    | Украјинци    |             | 1           | 0,10%       |
| неопредељени | неопредељени |             | 1           | 0,10%       |
| непознато    | непознато    |             | 7           | 0,75%       |
| укупно: 924  |              |             |             |             |

## Спорт
- ФК Видор Сремске Лазе

## Образовање
- Основна школа Стари Јанковци — Подручна школа Сремске Лазе

## Познате личности
- Славко Гавриловић — историчар и академик САНУ
- Бранислав Свилокос — режисер
- Шпиро Матијевић — књижевник, критичар, преводилац
- Драго Живковић — народни херој
- Жељко Кужет - енигмат, пјесник
- Петар Матијевић — српски привредник

## Удржења
- СРД „Шаран“ Сремске Лазе
- ЛД „Соко“ Сремске Лазе
- Удружење жена Сремске Лазе
- Удруга младих „Младост-Лазе"

## Споменици и обележја
- Спомен дом Сремске Лазе
- Спомен плоча Драги Живковићу
- Храм Рођења Пресвете Богородице

## Галерија
- центар села
- сеоска кућа
- околина